# William A. Ekwall

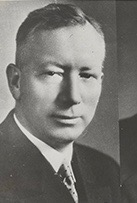
William A. Ekwall

William Alexander Ekwall (* 14. Juni 1887 in Ludington, Michigan; † 16. Oktober 1956 in Portland, Oregon) war ein US-amerikanischer Jurist und Politiker. Zwischen 1935 und 1937 vertrat er den dritten Wahlbezirk des Bundesstaates Oregon im US-Repräsentantenhaus.

## Werdegang
Im Jahr 1893 kam William Ekwall mit seinen Eltern nach Klamathon in Kalifornien, ehe die Familie 1906 nach Portland weiterzog. Er besuchte die öffentlichen Schulen an diesen beiden Orten und studierte dann bis 1912 an der University of Oregon Jura. Nach seiner im selben Jahr erfolgten Zulassung als Rechtsanwalt begann er in Portland seinen neuen Beruf auszuüben. Während des Ersten Weltkrieges war er Soldat der US Army. Zwischen 1922 und 1927 fungierte Ekwall als städtischer Richter in Portland und von 1937 bis 1935 war er Richter im vierten juristischen Distrikt von Oregon.
Ekwall wurde Mitglied der Republikanischen Partei. 1934 wurde er in das US-Repräsentantenhaus gewählt, wo er am 3. Januar 1935 die Nachfolge von Charles Martin antrat. Da er aber die folgenden Wahlen im Jahr 1936 gegen die Demokratin Nan Wood Honeyman verlor, konnte er bis zum 3. Januar 1937 nur eine Legislaturperiode im Kongress absolvieren. Nach seiner politischen Tätigkeit arbeitete Ekwall zwischen 1937 und 1942 wieder als Rechtsanwalt in Portland. Im Jahr 1940 war er Delegierter zur Republican National Convention. 1942 wurde er als Nachfolger von Walter Howard Evans zum Richter am Bundeszollgericht (United States Customs Court) mit Sitz in New York City ernannt. Dieses Amt bekleidete er bis zu seinem Tod im Jahr 1956. Sein Richteramt übernahm Scovel Richardson.